# Chiquinho (football, 1989)
Pour les articles homonymes, voir Chiquinho.
Francisco Sousa dos Santos, dit Chiquinho, est un footballeur brésilien né le 27 juillet 1989 à Caxias. Il évolue au poste de défenseur, mais peut également jouer milieu de terrain voir attaquant.

## Biographie
Chiquinho joue au Brésil et au Japon.
Il dispute 73 matchs en première division brésilienne, inscrivant trois buts. Il joue également 15 rencontres en Copa Sudamericana. 
Il atteint la finale de la Copa Sudamericana en 2013 avec le club de Ponte Preta, en étant battu par l'équipe argentine du CA Lanús.

## Palmarès
- Finaliste de la Copa Sudamericana en 2013 avec Ponte Preta
- Vainqueur du Campeonato Paulista en 2015 avec le Santos FC